# آدم كوسا
آدم كوسا (مواليد 1 يوليو 1975) هو سياسي هنغاري وعضو في البرلمان الأوروبي (MEP) من المجر . وهو عضو في Fidesz ، وهو جزء من حزب الشعب الأوروبي . 
وهو أول مستخدم سياسي أوروبي أصم للغة إشارة الصم في البرلمان الأوروبي. 